# Le Mensonge
Pour les articles homonymes, voir Mensonge (homonymie).
Le Mensonge est une mini-série télévisée dramatique française en quatre épisodes de 52 minutes créée par Vincent Garenq, diffusée les 5 et 12 octobre 2020 sur France 2 puis rediffusée les 30 mars et 10 avril 2023 sur France 3 ainsi que le 7 août 2024 sur C8.
Il s'agit de l'adaptation du livre éponyme de Christian Iacono, ancien maire de Vence (Alpes-Maritimes) accusé à tort de viol par son petit-fils Gabriel au début des années 2000 et qui symbolise les dysfonctionnements de la justice.
La série est sélectionnée et présentée le 18 septembre 2020 au festival de la fiction TV de La Rochelle.

## Synopsis
Le docteur Claude Arbona (Daniel Auteuil), maire de Castel-sur-Mer dans les Alpes-Maritimes, est sur le point de devenir sénateur. Un jour, son petit-fils Lucas (Alex Terrier-Thiebaux), dix ans, l’accuse de l’avoir violé. Il est arrêté en pleine cérémonie d'une remise de décoration à la Mairie et aussitôt interrogé par la police. À l'issue de son audition par le juge d'instruction, il est mis en détention préventive à la prison de Nice.
Il se bat clamant son innocence et finit par obtenir sa remise en liberté. Mais son petit-fils maintient ses accusations.
Cependant, six ans plus tard, il est renvoyé devant la cour d’assises…

## Distribution
- Daniel Auteuil : Dr Claude Arbona[2]
- Catherine Alric : Marie, l'épouse de Claude
- Benjamin Bellecour : Pierre Arbona, le fils de Claude et Marie, père de Lucas
- Maud Imbert : Corinne, la mère de Lucas
- Victor Meutelet : Lucas Arbona[2], adolescent
- Alex Terrier-Thiebaux : Lucas Arbona, enfant
- Charlie Bruneau : Léa Arbona, la fille de Claude et Marie
- Hugo Brière : Tom, le fils de Léa
- Jean-Baptiste Puech : Thierry, le petit ami de Léa
- Grégoire Bonnet : Me Frédéric Lancel, l'avocat de Claude et Marie
- Jeanne Arènes : Me Pascal, l'avocate de Pierre et Léa
- Myriam Bourguignon : la capitaine Savy
- Frédéric Épaud : le commandant Bruno
- Sophie de La Rochefoucauld : Hélène, la collègue de Claude à la Mairie
- Serge Requet-Barville : Jacques, le collègue de Claude à la Mairie
- Bruno Ricci : Éric Strapi
- Florence Janas : Isabelle, la nouvelle compagne de Pierre
- Benoît Allemane : le sénateur
- Violaine Fumeau : l'institutrice
- Laetitia Spigarelli : la psychologue
- Fabrice Herbaut : le pédiatre
- Valérie de Dietrich : la juge aux affaires familiales
- Charles-Roger Bour : le juge d'instruction
- Ophélie Koering : la procureure
- Hélène Megy : la buraliste
- Fattoumata Dagnogo : la gardienne d'école
- Benjamin Brenière : l'agent de police judiciaire
- Laurent Bozzi : le journaliste de Nice Matin
- Jules Gauzelin : Jérémy, le garçon de la pension
- Serge Requet-Barville : Jacques
- Anne Loiret : la nouvelle juge d'instruction
- Juliette Plumecocq-Mech : la présidente du tribunal
- Emilie Gavois-Kahn : Fabienne, la voisine de Corinne
- Stéphanie Bataille : la psychologue de la prison
- Gilles Treton : le surveillant de la prison de Nice
- Akim Chir : Bilal, le prisonnier
- Pascal Casanova : Bernard, le prisonnier
- Samuel Dupuy : le gendarme 1
- Milo Chiarini : le gendarme 2
- Olivier Fazio : le policier de la PJ à la perquisition

## Production

### Attribution des rôles
En juin 2019, on annonce que Daniel Auteuil interprètera le premier rôle dans la mini-série, : « Vincent Garenq et moi avions déjà travaillé sur un film, Au nom de ma fille. Il m’a contacté pour me proposer le rôle de Claude, que j’ai accepté en toute confiance, parce que je savais qu’on ne serait pas dans le sensationnel, mais au cœur même de l’histoire. Vincent s’empare d’histoires judiciaires et sociales qu’il traite et réalise avec beaucoup de rigueur. »
En octobre, on révèle que Catherine Alric jouerait le rôle de Marie, l'épouse de ce dernier.
En novembre, on apprend que Charlie Bruneau et Victor Meutelet, après la série Le Bazar de la Charité (2019),, seront aussi au générique.

### Tournage
Inspiré de l'affaire Iacono, le tournage a lieu à Saint-Jean-Cap-Ferrat et à Villefranche-sur-Mer à partir du 30 septembre 2019, et à Nice pour les prises de vues sur le palais consulaire, la place du Palais de Justice, la place Masséna, la promenade des Anglais et le Vieux-Nice. Le 7 novembre 2019, il se déplace au cours de l'Arche Guédon à Torcy (Seine-et-Marne) et dans le 16e arrondissement de Paris. Quelques scènes sont également tournées au lycée Louis-Le-Grand (pensionnat, palais de justice et hôpital psychatrique). Le tournage s'achève le 26 novembre 2019.

### Fiche technique
Sauf indication contraire, les informations mentionnées dans cette section peuvent être confirmées par la base de données cinématographiques Allociné,  présente dans la section « Liens externes ».
- Titre original : Le Mensonge
- Création, scénario et réalisation : Vincent Garenq
- Casting : Mathilde Snodgrass[14]
- Musique : Nicolas Errèra[14]
- Décors : Christophe Thiollier[14]
- Photographie : Renaud Chassaing[14]
- Son : Jérôme Chenevoy[14]
- Montage : Stéphane Elmadjian et Nathalie Langlade[14]
- Production : Alain Arbibe, Julie Lafore et Stéphane Moatti
- Sociétés de production : Thalie Images ; France Télévisions (coproduction)
- Société de distribution : France Télévisions
- Pays d'origine :  France
- Langue originale : français
- Genre : drame
- Durée : 52 minutes
- Dates de diffusion :
  - France : 18 septembre 2020 (Festival de la fiction TV de La Rochelle)[1] ; 5 octobre 2020 sur France 2

## Épisodes
La série comporte quatre épisodes :
1. La Chute
2. L'Engrenage
3. L'Impasse
4. Le Dernier Combat

## Audimat
| Épisode | Jour et horaire de diffusion              | Téléspectateurs | Parts de marché | Références |
| ------- | ----------------------------------------- | --------------- | --------------- | ---------- |
| 1       | Lundi 5 octobre 2020 (21 h 5 - 21 h 55)   | 4 690 000       | 19,3 %          | [ 15 ]     |
| 2       | Lundi 5 octobre 2020 (21 h 55 - 22 h 45)  | 4 680 000       | 21,2 %          | [ 15 ]     |
| 3       | Lundi 12 octobre 2020 (21 h 5 - 21 h 55)  | 4 390 000       | 18,3 %          | [ 16 ]     |
| 4       | Lundi 12 octobre 2020 (21 h 55 - 22 h 45) | 4 440 000       | 20,2 %          | [ 16 ]     |

### Documentation
- Dossier de presse Le Mensonge